# (6603) Marycragg
(6603) Marycragg (1990 KG) – planetoida z pasa głównego asteroid okrążająca Słońce w ciągu 4,32 lat w średniej odległości 2,65 j.a. Odkryta 19 maja 1990 roku.